# 輕軌通

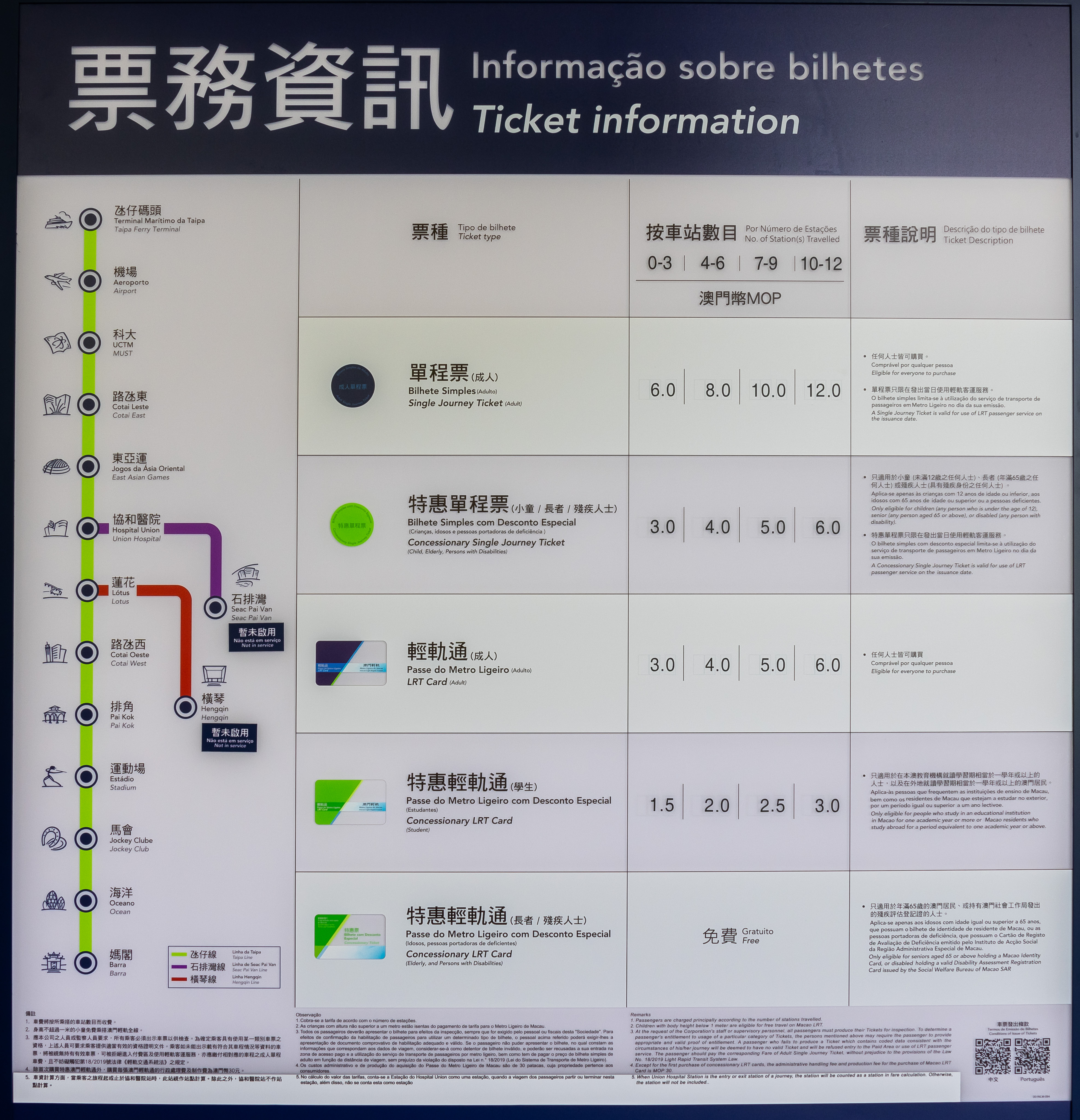
2024年9月1日起的澳門輕軌票務資訊，包括成人輕軌通、學生輕軌通及長者／殘疾人士輕軌通票價詳情和說明，已新增橫琴線及石排灣線路線資訊

輕軌通（葡萄牙語：Passe do Metro Ligeiro de Macau）是由澳門輕軌股份有限公司因應澳門輕軌投入服務，所發出的輕軌客運服務專用非接觸式智能電子貨幣儲值卡、電子預付卡；輕軌通卡是根據第18／2019號法律《輕軌交通系統法》相關法規的第187／2019號行政長官批示 - 核准設立和提供輕軌運輸憑證的規定而發出。

## 歷史
2018年8月17日，澳門特別行政區行政會完成討論《輕軌交通系統法》法律草案。當中法案主要內容包括第三點中提到設立輕軌票價制度及運輸憑證。法案規定票價應按推動社會經濟效益的平衡和收取價格的公平性、路線距離及每名乘客的運營成本等因素釐訂。
2019年7月30日，澳門立法會細則性通過《輕軌交通系統法》法案，法案自公布後翌日生效。有議員關注到輕軌購票和付款方式。澳門特別行政區第五屆政府運輸工務司司長羅立文表示，初步構想是乘客可每次購買代幣（單程票），或使用儲值形式的「輕軌卡」，用代幣（單程票）將會比「輕軌卡」貴，故一般期望市民以「輕軌卡」付車費。他又指非居民與居民同樣沒有乘搭優惠，輕軌亦將按站收費，與巴士不同。而澳門通（巴士卡）與輕軌通不能互通使用。而輕軌卡為儲值卡，概念與巴士上入錢和拍卡一樣，他又指會要求巴士卡及輕軌卡合併為單一工具，具體實行方式將會在日後繼續討論。
2019年8月5日，澳門特別行政區第五屆政府運輸工務司司長羅立文表示只能以單程票或輕軌通卡乘坐澳門輕軌，澳門通卡只能在客戶服務中心購買單程票。同年8月下旬，時任運輸基建辦公室主任何蔣祺表示，輕軌收費系統暫未能與配合市場上其他電子貨幣支付方式，在營運初期包括推出輕軌儲值卡供作支付入閘車票。
2019年12月10日，澳門輕軌首條路線氹仔線通車，《政府公報》刊登《輕軌交通系統法》的相關補充行政法規和批示。根據行政長官批示，輕軌公司於2020年1月1日設立和提供輕軌運輸憑證（輕軌通）。當中包括預付卡，其中預付卡分別為一般乘客使用的電子預付卡、學生電子預付卡、長者電子卡、殘疾人士電子卡。學生、長者及殘疾人士電子卡屬個人性質，不得轉讓，僅可由有關持有人使用，首次發出免費，每次更換須支付30元費用。而成人輕軌通由通車日起正式公開發售。
2019年12月28日，長者及殘疾人士輕軌通卡於各車站開放申請。長者輕軌通申請對象為持有澳門居民身份證且年滿65歲或以上長者，而殘疾人士輕軌通申請對象為持有澳門居民身份證人士兼持有效殘評登記證的殘疾人士作出申請，有效期為十年。
2019年12月30日，輕軌延長免費乘搭期至2020年1月31日，並延至2020年2月1日起實施正式收費。
2020年1月22日，開放學生特惠輕軌通卡申請，對象為在澳門特別行政區內全日制學校（包含大專院校）就讀的學生。
2021年8月1日，澳門旅遊局與澳門輕軌股份有限公司合作，聯合推出“麥麥輕軌通”。該卡僅供乘坐澳門航空且目的地為澳門的訪澳旅客，憑登機證及有效旅遊證件於澳門國際機場旅遊局咨詢處進行換領，並可在3天內無限次乘搭輕軌。
2022年4月3日至12月31日，因應澳門輕軌氹仔線完成更換高壓電纜工程並通過各項測試後復運，輕軌公司推出特別票務優惠，期間成人輕軌通採取現時單程票票價的2.5折優惠，而學生輕軌通更開放免費乘坐。
2022年4月30日，澳門旅遊局重啟「麥麥輕軌通」活動，對象為所有乘坐澳門航空的訪澳旅客憑登機證及有效旅遊證件，可於澳門國際機場換取一張澳門輕軌特別票，憑票可享三天內無限次乘搭澳門輕軌。上述活動於該年10月31日結束。
2022年5月24日起，持澳門通乘客可直接拍卡入閘乘坐澳門輕軌氹仔線，並享有與各種類對應的輕軌通之相關票價優惠。
2024年2月7日起，輕軌通推出增值優惠，客到客戶服務中心為輕軌通每充值100澳門元，即享額外30元預付金額，優惠期直至另行通知，充值次數不限。持有成人輕軌通乘客，可到各車站的客戶服務中心辦理換卡手續，以享受增值優惠。持有輕軌通紀念票及學生輕軌通的乘客，可至客戶服務中心簽署同意書，於原卡享受增值優惠；相關增值優惠只限於客戶服務中心辦理，不適用於自助售票機及自助增值機，參與增值優惠後的輕軌通卡將不可退回；另外從同年8月7日起，所有類型的“輕軌通”卡均不設退款。

## 卡片種類
電子預付卡（儲值票）於公佈正式通車日起正式命名為“輕軌通”。卡片種類方面，目前分為成人輕軌通、特惠（長者／殘疾人士／學生）輕軌通及紀念版輕軌通。使用範圍方面僅限於澳門輕軌路線內，而持有不同種類輕軌通乘客在使用輕軌服務出入閘將享有相關票價優惠。

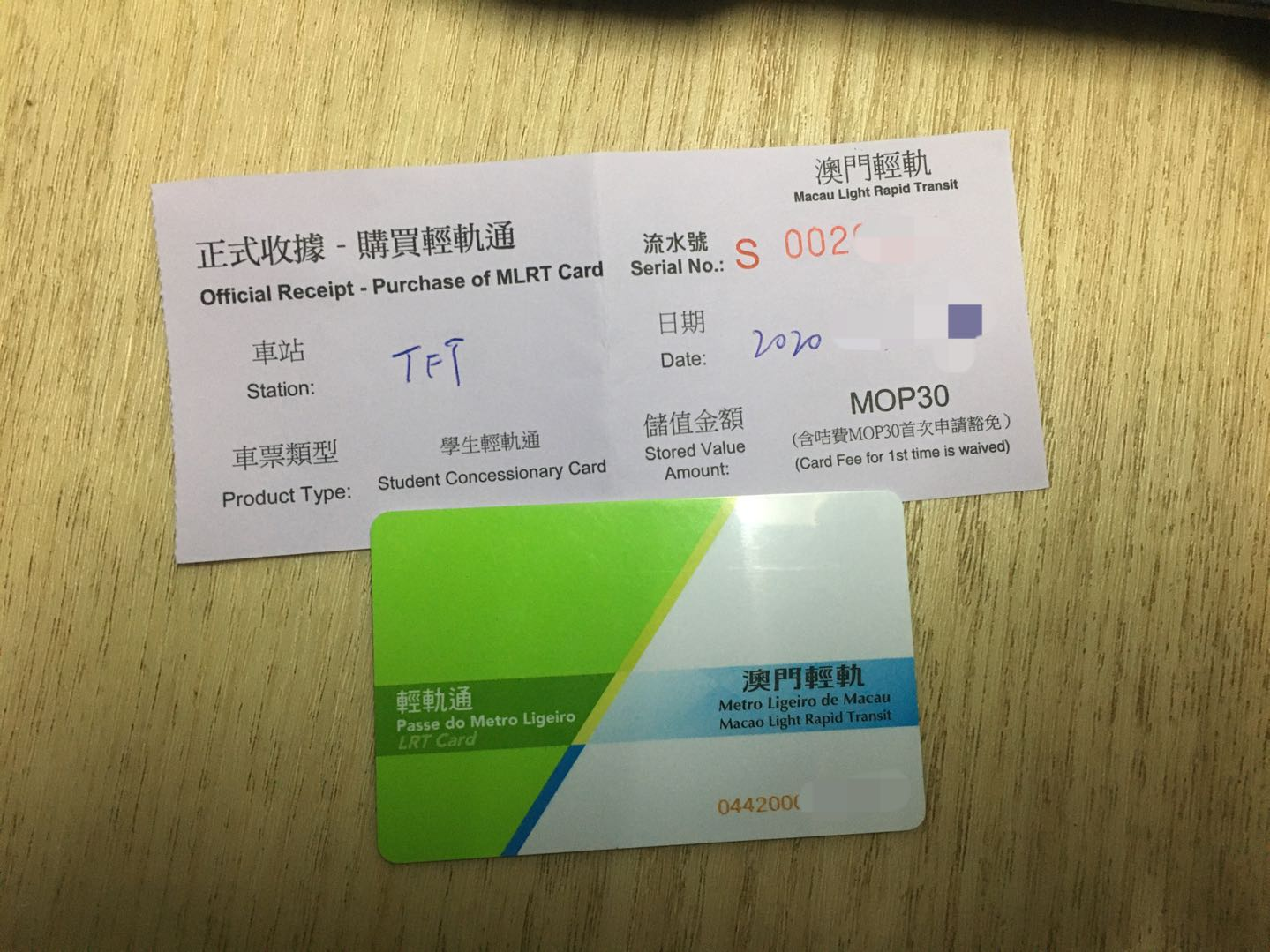
學生版特惠輕軌通正面與收據（氹仔碼頭站售出）
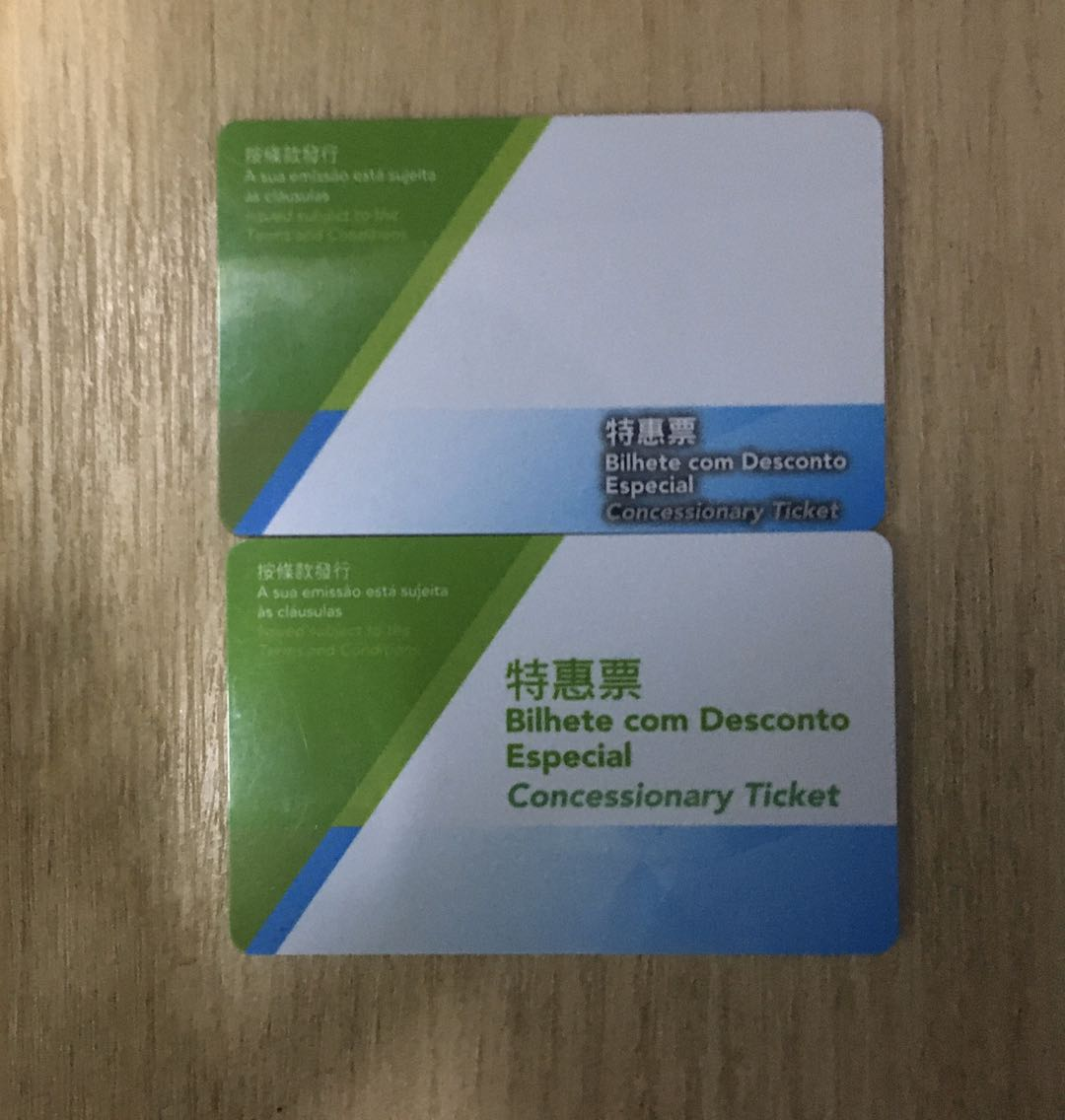
特惠輕軌通反面（上為學生版，下為年滿65歲或以上的長者及殘疾人士版。兩者正面沒有差別）

### 儲值票
| 種類 | 售價 （包括行政處理費及制作費） | 儲值金額                                         | 購買或辦理地點                       | 使用規則 |
| --- | ------------------------------- | ------------------------------------------------ | ------------------------------------ | --- |
| 成人輕軌通 | MOP$30                          | MOP$30 （已包括售價在內）                        | 所有輕軌車站自助售票機／客戶服務中心 | - 適用於所有年滿12歲的人士 - 乘車收費為成人單程票之5折 |
| 特惠輕軌通 （學生） | 首次申請免費                    | MOP$30 （已包括售價在內， 首次申請中已作出豁免） | 所有輕軌車站客戶服務中心             | - 在澳門教育機構就讀學習期相當於一學年或以上的人士，以及在外地就讀學習期相當於一學年或以上的澳門居民。 - 未滿18歲之申請者須提交家長或監護人（法定代理人）及其本人之身份證明文件副本，以及特惠輕軌通之申請表須由其家長或監護人（法定代理人）填妥及簽署。 - 乘車收費為成人單程票之2.5折 - 由2021年起，於該年11月1日或之前年滿18歲的學生須於同年9月1日至10月31日期間為持有之學生特惠輕軌通辦理續期申請。未能成功續期之學生特惠輕軌通將於同年11月1日起失效。辦理續期手續時須繳付澳門幣10元之行政處理費。 |
| 特惠輕軌通 （長者／殘疾人士） | 首次申請免費                    | MOP$30 （已包括售價在內， 首次申請中已作出豁免） | 所有輕軌車站客戶服務中心             | - 適用於年滿65歲或以上的長者及殘疾人士 - 免費乘車，出入閘需拍卡 - 長者特惠輕軌通有效期為十年 - 持殘疾人士輕軌通卡人士由2021年5月1日起，殘疾評估登記證已獲續期之人士可為持有之殘疾人士特惠輕軌通辦理續期申請。未能成功續期之殘疾人士特惠輕軌通將於持有之殘疾評估登記證有效期屆滿後失效。辦理續期手續將獲豁免收取行政處理費。 - 殘疾人士特惠輕軌通與其持有之殘疾評估登記證有效期一致。 |
| 其他注意事項 |                                 |                                                  |                                      | |
| - 輕軌通增值優惠只限於各車站內的客戶服務中心辦理，不適用於自助售票機及自助增值機，參與增值優惠的輕軌通卡內餘額不可退回 - 2024年8月7日起所有類型的輕軌通卡均不設退款 - 不能使用儲值餘額為負值的輕軌通乘搭澳門輕軌 |                                 |                                                  |                                      | |

### 特別票
| 種類                          | 售價 （包括行政處理費及制作費） | 儲值金額 | 購買或辦理地點                                                      | 使用規則 |
| ----------------------------- | ------------------------------- | -------- | ------------------------------------------------------------------- | --- |
| 麥麥輕軌通 （活動計劃已結束） | 不設銷售                        | /        | 澳門國際機場 （需前往指定地點換領）                                 | - 活動計劃期為2021年8月至10月；2022年4月30日至10月31日。 - 需持有效航班代碼為“NX”（澳門航空航班）且到達目的地為澳門之登機證的訪澳旅客（澳門居民除外）方可換領。 - 換領安排方面，需到澳門國際機場入境大堂旅遊局旅客詢問處或離境大堂澳門航空票務櫃枱。 - 澳門國際機場入境大堂旅遊局旅客詢問處服務時間為每日09:00-20:00。 - 而每日20:00-22:00期間，需前往位於離境大堂的澳門航空票務櫃枱換領。 - 使用期為三日，三天內（包含第一天）可無限次乘搭澳門輕軌 |
| 美高梅限定輕軌通              | 不設銷售                        | /        | 澳門美高梅／ 美獅美高梅                                             | - 僅向入住澳門美高梅或美獅美高梅的酒店住客送出 - 持卡人可於首次入閘後48小時內無限次乘搭澳門輕軌 - 期限後可增值作成人輕軌通卡使用 |
| 新濠社區遊-輕軌通一日票       | 不設銷售                        | /        | 新濠影匯「星滙餐廳」 （需於預約之早餐／午餐／晚餐之用餐時段內換領） | - 推廣期為2024年2月26日至10月31日 - 需訂購「新濠社區遊」指定優惠套票才可換領 - 上述優惠套票只適用於選定日期使用並須提前24小時購買；一旦交易完成和/或預訂被確認，不可因任何原因而退款和/或更換 - 持卡人可於首次入閘後一天內（包含第一天）無限次免費單程乘搭澳門輕軌 - 期限後可增值作成人輕軌通卡使用 - 輕軌通一日票有效期限至2024年12月31日，不可兌換現金                                                                                            |

### 紀念票
2023年12月8日，媽閣站正式開通啟用，標誌著澳門輕軌服務連通氹仔及澳門半島。媽閣站於開通當日除舉行開通儀式和發出開往氹仔碼頭站的頭班車外，向首班車乘客派發限定紀念品包括媽閣站開通紀念車票；另於12月8日至10日期間在媽閣站特設紀念票販售窗口，分別提供媽閣站開通和氹仔線開通的紀念車票套裝予以選購，每套紀念票售價為180澳門元，而兩套紀念票的購買售價為350澳門元。
2024年11月及12月，配合石排灣線及橫琴線開通以及澳門輕軌通車五周年，輕軌公司推出限量版石排灣線開通、橫琴線開通及澳門輕軌開通五周年紀念車票。

## 使用範圍
- 僅限澳門輕軌所有路線

## 成效

### 麥麥輕軌通
麥麥輕軌通原計劃推出1萬張，預算成本為64萬澳門元，為配合旅客留澳時間延長等，讓旅客利用輕軌到社區遊覽，帶動社區經濟。
2021年10月受保安及裝修群組COVID-19疫情影響加上輕軌氹仔線更換電纜工程影響，相關換領服務暫停，其後於2022年4月30日起重新恢復推出。成效方面，至2021年9月中旬共發出超過500張換領。
2023年2月中下旬，澳門輕軌股份有限公司表示，「麥麥輕軌通」計劃已於2022年10月31日起結束。澳門旅遊局表示由2022年4月30日至10月期間，共啟用 2,694張澳門輕軌特別票（3天票），讓更多旅客知悉經輕軌遊澳門，以及探訪更多本地社區，獲得一定成效。局方又表示聯同輕軌公司推出「輕軌麥麥通」優惠計劃為旅客提供本地出行的方便，對輕軌載客量具有一定正面作用。

## 爭議

### 票務系統滯後及融合問題
早在2019年8月，運輸基建辦公室發出新聞稿指，在特区政府与列车及系统供应商于2011年所签订的合同中，已订明轻轨票务系统需满足轨道交通技术要求，同时亦应适当考虑澳门市场所适用的电子支付工具。基于电子支付技术发展快速，且政府亦不可能于上述合同内要求系统供应商要与某一品牌的电子支付公司合作。氹仔線的硬件设备除已满足轨道交通票务系统的使用要求外，亦能兼容非接触式智能卡的技术标准；然而，是否能在运营中引入其他的电子支付工具，尚涉及系统对接及商业协议，例如账务清算、交易期数、每笔交易的手续费厘定等问题。鉴于票务收入将作为轻轨公司的一项主要收入来源，故有关商业谈判由澳門輕軌股份有限公司作出跟进将更为适合。而在营运初期，乘客乘车可透过购买单程车票或者轻轨储值卡，用作支付入闸车票；轻轨公司在营运后亦会考虑提供更多的电子支付方式。
2023年12月8日，媽閣線開通後，輕軌服務延伸至澳門半島媽閣，便利旅客往返澳氹兩地各旅遊景點、酒店及出入境口岸，乘客量出現大規模上升，由於閘機不支援信用卡或手機二維碼進出閘，旅客只能須以現金在售票機或須前往客戶服務中心使用移動支付購買輕軌車票，每逢節日高峰時段或有大型活動舉辦時，車站便會出現排隊購票情況；但運輸工務司表示雖然研究使用相關付費方式，但需時較長時間進行閘機更換；隨着石排灣線及橫琴線按計劃於2024年下半年通車，社區人士均建議將自助售票機升級為電子支付，疏導購票人群，縮減尖峰時段在客戶服務中心排隊購票的時間，可另在各站閘機增設可提供“手機二維碼”付費方式的閘機，隨後全面更換各站所有閘機。在2024年8月7日的澳門立法會全體會議上，公共建設局局長林煒浩表示，若要增加入閘機其他電子支付方式需要考慮與原票務系統銜接，包括硬件要改造閘機或全新更換，軟件則要配合新舊、不同票務系統的銜接和結算等，若再提升需作通盤考慮。
2025年2月20日，澳門特別行政區第六屆政府運輸工務司司長譚偉文回應澳門立法會議員提問時表示，指澳門特別行政區政府正持續檢視具可行性的優化方案，繼續留意支付市場的發展趨勢，逐步完善輕軌收費系統的電子支付方式；另擬在2026年的新巴士合同中加入巴士與輕軌轉乘優惠，爭取縮短並加快在八號風球取消後的復運時間。

#### 初期不支援澳門通卡直接拍卡乘坐
2019年7月30日，立法會通過《輕軌交通系統法》法案後，澳門特別行政區第五屆政府運輸工務司司長羅立文透露，根據當時合同輕軌只有專用代幣及儲值卡兩種，意味持澳門通卡人士不能直接乘坐輕軌。該儲值卡會像澳門通一樣是可購買一定金額多次使用，未來使用輕軌儲值卡搭車相對用代幣會有價格差異，情況如同搭巴士是直接投幣付款與拍卡之差一樣。
2019年8月，運輸工務司邀請一眾澳門立法會議員參觀氹仔輕軌車廠和試乘氹仔線。當時運輸工務司司長羅立文表示，政府早於2011年與售票服務公司簽署合同，因此實質上輕軌不會沿用「澳門通」，日後市民乘坐交通工具時需備有兩張儲值卡（一張輕軌卡和一張巴士卡），並會在日後商討通容安排，合同方面在通車後可作更改。
2019年8月11日，在澳廣視《澳門論壇》節目上，出席的嘉賓均批評輕軌自身的付款系統未能與現行巴士所使用的電子支付系統銜接，做成不便兼衍生出巴士與輕軌間配套與接駁問題。其中傳新澳門協會理事長林宇滔批評政府每年向澳門通支付一千四百萬元作為巴士收中費系統的結自及服務，未來輕軌投入運作後，可以透過營運商與現行的電子支付系統磋商，如何在輕軌引入現行的支付系統，又或透過招標，做到公平。
2019年12月10日，輕軌首條路線氹仔線開通，《澳門特別行政區公報》刊出澳門特別行政區第五屆政府行政長官崔世安簽署的「核准輕軌公共客運服務票價制度」的批示。運輸工務司司長羅立文被問及市民何時可以使用「澳門通」等支付方式乘搭輕軌，羅立文回應，要往後視乎情況。他指出，很多輕軌的設置都是按照很多年前簽訂的合約落實。
2020年1月初，澳門特別行政區第五屆政府運輸工務司司長羅立文表示，澳門通可直接乘坐輕軌將會在第五屆政府起作詳細研究。
2020年4月，時任交通事務局局長林衍新回覆立法會議員李靜儀書面質詢稱，澳門特區政府對輕軌容許其他電子支付直接入閘持開放態度，但主要取決於輕軌公司在電子支付平臺發展方面的商業決策。
2020年7月30日，澳門立法會舉行全體會議，當時為直選議員的何潤生口頭質詢政府輕軌的當時運行與未來規劃等狀況。澳門特別行政區第五屆政府運輸工務司司長羅立文表示，輕軌乘客量上升主要當時受“本地遊”帶動，而與澳門通公司談得八八九九，其後於2022年5月24日起乘坐輕軌可使用澳門通直接入閘。

#### 不支援本地及境外手機二維碼支付直接乘車
2023年6月，交通事務局表示，澳門輕軌股份有限公司將配合政府的政策及安排，透過優化輕軌票務系統和引入多元的電子支付方式，澳門金融管理局表示會持續推動金融機構積極配合輕軌公司的入閘系統和營運安排，研究可助其受理更多支付工具的收款方案。而各輕軌站售票處已可受理多種本地及境外的支付工具（聚易用），便利居民及旅客購買車票。同時，居民及旅客亦可於輕軌閘機直接使用本地儲值卡拍卡入閘。
2023年12月5日，澳門輕軌服務正式延伸至澳門半島媽閣站在即，澳門輕軌股份有限公司董事會主席何蔣祺表示，正爭取逐步增加本地（聚易用）以及其他地區（包括中國大陸、香港及跨國）移動支付購買車票或入閘，以及研究站內增設澳門通增值服務。何蔣褀坦言要一步步走，要各方面協商配合，並舉例巴士也非一步做到，又認為不單純是技術上的問題。
2024年1月3日，中區社區服務諮詢委員會舉行2024年第一次平常會議，委員官劍雄在議程前發言時表示，媽閣線的通車導致輕軌載客量直線上升，但不少乘客反映輕軌的購票方式不夠便民，希望作出優化，建議於自助售票機增設電子支付形式或參考鄰近地區直接掃二維碼入閘，為市民及旅客使用帶來更多便利。運輸工務司司長羅立文於2024年1月8日出席澳門立法會全體會議回應多名議員和坊間建議輕軌推行車費電子支付，他回應指表明政府有意推行“二維碼支付”，但形容好困難，主因是牽涉收費系統，若推行電子支付，對已經開通和建設中的輕軌路線，合共有近300個閘機需要更換，但當局有意朝電子支付方面考慮，因此短期內未做到。公共建設局局長林煒浩作補充指，整個輕軌系統內有14個子系統，若要更動自動收費系統、增加電子支付功能，影響將會涉及所有路線，執行上較複雜和困難。
2024年8月7日，澳門立法會舉行全體會議，多名議員再度關注輕軌閘機引入電子支付，運輸工務司司長羅立文出席澳門立法會全體會議回應議員口頭質詢時表示，由於輕軌票務系統於2009年簽署的合同，更換新閘機將相當困難及非常昂貴。公共建設局局長林煒浩指輕軌票務系統以接受多種電子支付方式購票，包括使用澳門通、信用卡及“聚易用”，若再要提升閘機增加其他電子支付方式，需考慮與原票務系統銜接情況，政府亦有做相關研究，包括硬件方面需對閘機改造或全新更換，軟件方面亦要配合新舊票務系統之間銜接，以及結算問題，並需要與支付營運商作出探討等。又指出澳門輕軌於每日06:00至00:00營運，若要維修、線路測試均需在非營運時間進行，若再提升改造閘機增加電子支付方式，需要通盤考慮。
2024年10月及11月，離島社諮委恆常會議上，再有委員關注輕軌服務在颱風過後復運安排、突發事件應變機制處理方法、引入電子支付及推出轉乘優惠等問題。有委員建議優化及引入多種不同的出入閘電子支付方式，包括二維碼和信用卡無感支付，另提供輕軌套票，完善該方面不足以增加乘客體驗和吸引更多人乘坐，分流巴士載客壓力。同年11月，澳門輕軌股份有限公司回覆澳門立法會直選議員顏奕恆關於優化輕軌配套服務的書面質詢時表示，為滿足居民及旅客的出行支付需求，會推動金融機構配合輕軌項目相關權限部門的政策，為輕軌公司提供更便捷及多元的電子支付收款服務，以提升有關的出行支付便利。輕軌公司將會配合政府的政策及安排，持續檢視具可行性的優化方案，逐步完善乘坐澳門輕軌的電子支付方式，為乘客提供更便捷的乘車體驗。
隨著橫琴線於2024年12月2日正式通車，輕軌日均載客量持續增加，有離島區社區服務諮詢委員會委員繼續建議澳門輕軌股份有限公司改善閘機支付方式，增加手機二維碼和信用卡無感支付，並推出一日票或多日票方便旅客乘坐輕軌。澳門輕軌股份有限公司代表於2025年2月列席該社諮委恆常會議，已包括研究在自助售票機乃至閘機引入其他電子支付；已與博企合作試行推一日票，並研究未來是否推三日票、五日票甚至月票；亦會研究減免退卡的行政費用（10元）等。

#### 車站客戶服務中心於節假日或大型活動結束後出現購票人龍
2023年11月，澳門立法會間選議員林倫偉提出書面質詢，指出第三十一屆澳門國際煙花比賽匯演結束後，氹仔線海洋站出現大量離開的人潮。故建議媽閣線開通後，參考鄰近地區多以網絡或手機小程序作購票，以二維碼掃描形式入閘，以增強乘坐輕軌的其便利性。交通事務局回覆該書面質詢指，澳門輕軌股份有限公司於節假日或大型活動舉行期間加密班次，輕軌公司將配合政府的政策和安排，逐步優化票務系統的電子支付方式，為乘客提供更便捷的乘車體驗。
2024年1月，澳門立法會直選議員梁孫旭建議多個公共交通工具包括輕軌儘快兼容多種電子支付方式。以2023年除夕夜為例，大量人流乘坐輕軌導致單程票供不應求，只能接納電子卡進出，因此關注交通運輸系統的電子支付方面將有何具體優化措施。但澳門輕軌股份有限公司作出澄清，指在除夕當晚延長服務時間的同時，各車站亦一直備有充足的單程票作販售，除夕夜當晚也沒有出現所謂缺乏單程票的情況。
2024年2月，傳新澳門協會理事長兼第七屆澳門立法會議員林宇滔提到，在2024年1月中旬，奧林匹克體育中心-運動場舉行兩場韓國男團大型戶外演唱會活動，在演唱會結束散場期間，輕軌站亦再次出現人山人海的畫面，購票處大排長龍，皆因這次活動以旅客為主，旅客除沒有澳門通卡或輕軌通儲值卡，身上亦不見得有澳門元，變相全部擁擠在客務中心人手購票，造成一次又一次迫爆部分輕軌站（如媽閣站、排角站及路氹東站等），他批評澳門特別行政區政府以及澳門輕軌股份有限公司無心解決輕軌票務系統，以及輕軌與巴士之間轉乘優惠的問題；林宇滔建議當局可以局部在閘機增設其他電子支付方式，更換十分之一閘機，或是參考巴士公司做法，在入閘位置派員人手掃描電子支付，便可以短時間內滿足不同人士需要，辦法總比困難多，只是輕軌公司做或不做問題。當多人乘搭輕軌時，再考慮全面更換所有閘機；同時參考公交車資優惠計劃，使澳門輕軌股份有限公司與兩間巴士公司之間能夠彌補差價以推出轉乘優惠，提升輕軌使用率。
2024年4月25日起，支付寶（中國大陸及香港）以及綁定非澳門本地銀行發行銀聯卡的銀聯雲閃付的用戶開放使用“澳門乘車碼”支付澳門公共巴士車資，不設車資優惠及轉乘優惠。交通諮詢委員會委員許浩智歡迎措施，認為巴士電子支付的便捷程度關乎澳門旅遊城市的形象，同時推動更多交通配套服務普及多元電子支付模式。又以澳門輕軌為例，未來作為澳門主力的公共運輸交通系統；截至2024年4月，乘客如使用電子支付車資須到客戶服務中心辦理，加上自助售票機只接受澳門元現金，一到節假日容易出現購票人龍；另外，又提到智慧軌道交通是大勢所趨，如2018年湖南長株潭城際鐵路成為中國大陸首個鐵路範圍內首條可供手機掃碼進站乘車的線路、2021年初香港港鐵推出手機支付二維碼進出站服務；故建議當局借鏡有關經驗，有序更換現有輕軌站的閘機，在新建站點設置具掃碼入站功能的設備，持續推動輕軌及巴士實現轉乘優惠，吸引更多乘客選坐輕軌。
2024年5月，澳門立法會直選議員梁孫旭提出書面質詢，指出輕軌閘機只接受輕軌通及澳門通直接拍卡，未能兼容其他電子支付方式，對於輕軌出行存在一定不便。然而自媽閣站通車後，日均客量基本提高一倍，若輕軌橫琴線及石排灣線通車，基於相關路線分別途經橫琴口岸、澳門協和醫院及石排灣公屋群，預料將會進一步帶動人流量；再者，相關輕軌路線對於帶動“旅遊+”、加強粵港澳大灣區往來有一定戰略意義。若輕軌車票仍沿用現時形式，即需櫃台及自動售票機方能使用多項電子支付方式購買，或未能滿足本地居民乃至旅客的出行需求，期望能將更換置票閘及收費系統納入主要工作內。
2024年5月7日，離島社區服務諮詢委員會召開平常會議，有委員關注輕軌石排灣線和橫琴線的開通時間。有委員冀兩條路線能夠在十一黃金周前開通，以分流橫琴口岸出入境情況，另有委員建議輕軌閘機增設聚易用支付方式，優化輕軌報站系統和公布列車時刻表。

### 巴士與輕軌轉乘問題
2022年5月24日，持澳門通乘客可直接入閘乘坐澳門輕軌，享有與相應的輕軌通之票價優惠。而在2022年5月17日，運輸工務司司長羅立文表明輕軌與巴士之間不會推出轉乘優惠，由於輕軌屬於政府全資公司，而兩間巴士公司屬私營公司，雙方難以商議優惠；運輸工務範疇於2022年5月23日出席澳門立法會全體會議介紹《澳門陸路整體交通運輸規劃（2021-2030）》諮詢文本時，有議員關注到會否推出輕軌與巴士轉乘優惠，澳門特區第五屆政府司長羅立文回應指兩者的收費計算方法有所不同，巴士是劃一票價收費，而輕軌是按照乘客上車與落車之間的站數計算所需車資，因此難以做到巴士轉乘輕軌可提供車資優惠，但當局早在輕軌通車前已有就有關問題與巴士公司溝通，無奈“傾唔掂”，加上未來輕軌線網擴展，故難做到有關轉乘優惠。
2023年6月5日，澳門特區第五屆政府運輸工務司司長羅立文回應立法會議員提問時表示，由於輕軌購票系統於2008至2009年左右購買，相當落後。當初輕軌引入澳門通支付要和多方面商討，浪費不少時間，電子化更加複雜，暫難做到。曾探討輕軌及巴士的轉乘優惠，但很難商討，暫未有共識，相信短期無法改變。同年11月29日出席立法會運輸工務範疇施政方針辯論時表示，重申輕軌與巴士轉乘優惠「傾唔掂」，指兩間巴士公司與輕軌公司曾經商討，但未有達成，相信短期內不會推出，其主要原因是前者為「私人公司」，後者為「政府公司」。
2024年1月8日，澳門特區第五屆政府運輸工務司司長羅立文回應立法會議員提問時再度重申，輕軌與巴士間的轉乘優惠“傾唔掂”，解釋因為輕軌收費較巴士貴，乘客由巴士轉搭輕軌可支付差價，但由輕軌轉搭巴士，巴士公司則冇錢收。
2024年8月7日，澳門立法會舉行全體會議再有多名議員重提輕軌與巴士轉乘優惠，運輸工務司司長羅立文回應指因輕軌和巴士是不同公司，最大問題是優惠由誰提供？他稱「好難傾得掂，除非政府畀錢！」且巴士一般票價為3元，而輕軌最便宜的票價為6元，行經愈多站點愈貴，他反問「值唔值得做咁多工夫減幾毫子？」。而除非政府補貼，否則很難達成。
2024年12月，輕軌開通五周年之際，部分站點連接大型酒店渡假村行人設施不足，加上巴士與輕軌之間不設轉乘優惠、兩者之間電子支付系統互有不足，特別是對訪澳旅客造成不便，有意見建議推出輕軌接駁巴士服務，並於部分主要景點或出入境口岸設置輕軌售票機，讓旅客在購票後可免費搭乘接駁巴士前往輕軌站。
2025年4月30日，澳門特別行政區第六屆政府運輸工務司司長譚偉文，在檢討輕軌運營、維護及服務存在的問題，計劃分階段提升服務，首階段推動電子支付功能上線，第二階段擬調整換乘優惠。

### 氹仔線部分閘機不能使用澳門通入閘
2022年7月1日，澳門輕軌股份有限公司表示因系統供應商與澳門通的設置出現技術問題，致令乘客未能於部份閘機使用澳門通拍卡入閘乘搭輕軌；而系統供應商與澳門通公司正協調並跟進修復工作，並對乘客引起之不便致歉。乘客乘坐輕軌可購買專用單程票或使用輕軌通儲值卡出入閘。

## 外部連結

### 政府批示
- 第187/2019 號行政長官批示 - 核准設立和提供輕軌運輸憑證的規定 （页面存档备份，存于）
- 第213/2019號行政長官批示 - 修改第186/2019、187/2019號行政長官批示生效日期 （页面存档备份，存于）
- 第60/2022號行政長官批示 - 關於扣減輕軌票價 （页面存档备份，存于）
- 第188/2023號行政長官批示- 修改第186/2019號行政長官批示，核准輕軌公共客運服務票價制度 （页面存档备份，存于）

### 相關網站
- 澳門輕軌車票須知 （页面存档备份，存于）
- 澳門輕軌票務指南 （页面存档备份，存于）
- 港鐵（澳門）- 輕軌通 （页面存档备份，存于）